# Нижньодніпровськ-Вузол
Нижньодніпро́вськ-Ву́зол — вузлова сортувальна позакласна залізнична станція Дніпровської дирекції Придніпровської залізниці на перетині електрифікованих ліній Запоріжжя-Кам'янське — Синельникове II, Нижньодніпровськ-Вузол — Апостолове, Самар-Дніпровський — Нижньодніпровськ-Вузол між станціями Нижньодніпровськ (5 км) та Ігрень (5 км). Розташована у східній частині міста Дніпро (Самарський район), на лівому березі річки Дніпро.
Одна із найбільших сортувальних станцій в Україні. У розкладах руху поїздів Придніпровської залізниці та на деяких картах позначена під назвою Нижньодніпровськ-Вузол-парк Л. З.

## Історія
Проєкт залізничного вузла був створений на початку 1910-х років. У 1913 році на місці зупинного пункту Пост-Міст було розпочато будівництво вузлової станції. Проте, з початком Першої світової війни будівництво було законсервоване. Лише з початком індустріалізації радянський уряд звернув увагу на схід Амур-Нижньодніпровська, де було заплановано побудувати велику вантажну транспортну розв'язку. Спочатку було запропоновано звести вантажний порт в гирлі річки Самари, але згодом було вирішено відновити покинуте будівництво вузлової залізничної станції на перетині з Мерефо-Херсонською залізницею.
Станція відкрита 1930 року. У 1958 році станція електрифікована постійним струмом (=3 кВ).
10 жовтня 1974 року на території станції встановлено пам'ятник паровозу СО17-1613 — це найбільш легендарний з паровозів, що збереглися у Дніпропетровській області, який експлуатувався під час Другої світової війни, дійшовши до Берліна, доставляв вищих осіб радянського військового командування на знамениту Потсдамську конференцію. На табличці, що прикріплена до паровоза викарбуваний  напис: «Паровоз побудований коштом командирів і бійців колони № 7». Архітектор пам'ятника — В. А. Нікон.

## Пасажирське сполучення
На станції Нижньодніпровськ-Вузол зупиняються приміські поїзди, що прямують до кінцевих станцій Дніпро-Головний, Запоріжжя I, Запоріжжя II, Берестин, Лозова, Межова, Синельникове I та Чаплине. Поблизу станції розташована зупинка трамвайного маршруту № 9.